# Der letzte Tanz des blonden Teufels
Der letzte Tanz des blonden Teufels (Originaltitel: Un beau monstre in Frankreich; Il bel mostro in Italien) ist ein 1971 veröffentlichter Kriminalfilm des Regisseurs Sergio Gobbi mit Helmut Berger, Virna Lisi und Charles Aznavour in den Hauptrollen. Der Film wurde auch unter den Alternativtiteln Der Psychokiller – Alain, seine Liebe ist tödlich  und Liebe, Haß und Leidenschaft gezeigt. Der Film basiert auf dem Roman Un beau Monstre von Dominique Fabre, der 1968 mit dem französischen Literaturpreis Grand prix de littérature policière ausgezeichnet wurde. Als Titelmusik wurde der Titel stay der Musikgruppe Wallace collection verwendet.

## Handlung
Alain Revert ist ein schöner begehrter Mann. Seine Mutter war eine Prostituierte und er bevorzugt seltsame sexuelle Praktiken. So mag er es, wenn seine Partnerinnen beim Liebesakt unter Drogen sind. Mit seinen Vorlieben hat er seine erste Frau in den Selbstmord getrieben. Er besucht Prostituierte und missbraucht auch seine männlichen Freunde wie den schönen Dino, mit dem er immer wieder Sex hat, weil er der Frauen überdrüssig wird. Kurz darauf heiratet er die schöne Nathalie. Inspektor Leroy möchte verhindern, dass Revert auch Natalie in den Abgrund zieht. Doch ihm sind die Hände gebunden. Seine Vorgesetzten zeigen wenig Interesse, die Handlungen Reverts zu verfolgen.

## Kritik
„Melodramatische Kolportage“

„Sehenswert: „Der letzte Tanz des blonden Teufels“ von Sergio Gobbi nach einem Roman von Dominique Fabre ist ein schwüles Psychodram um einen von Helmut Berger manieriert gespielten Psychopathen, der seine Frauen durch Drogenentzug in den Selbstmord treibt. Die enervierende Zeitlupenregie Gobbis beobachtet die Figuren nicht anders als der verkniffene Kommissar (Charles Aznavour) die weißen Mäuse, an denen er seine Theorie dieses Verbrechens demonstriert.“

„In kräftigen Farben inszeniert Sergio Gobbi ein Oberschichtendrama bei dem Eleganz und schlechte Absichten miteinander verknüpft sind.“